# Anticastrismo

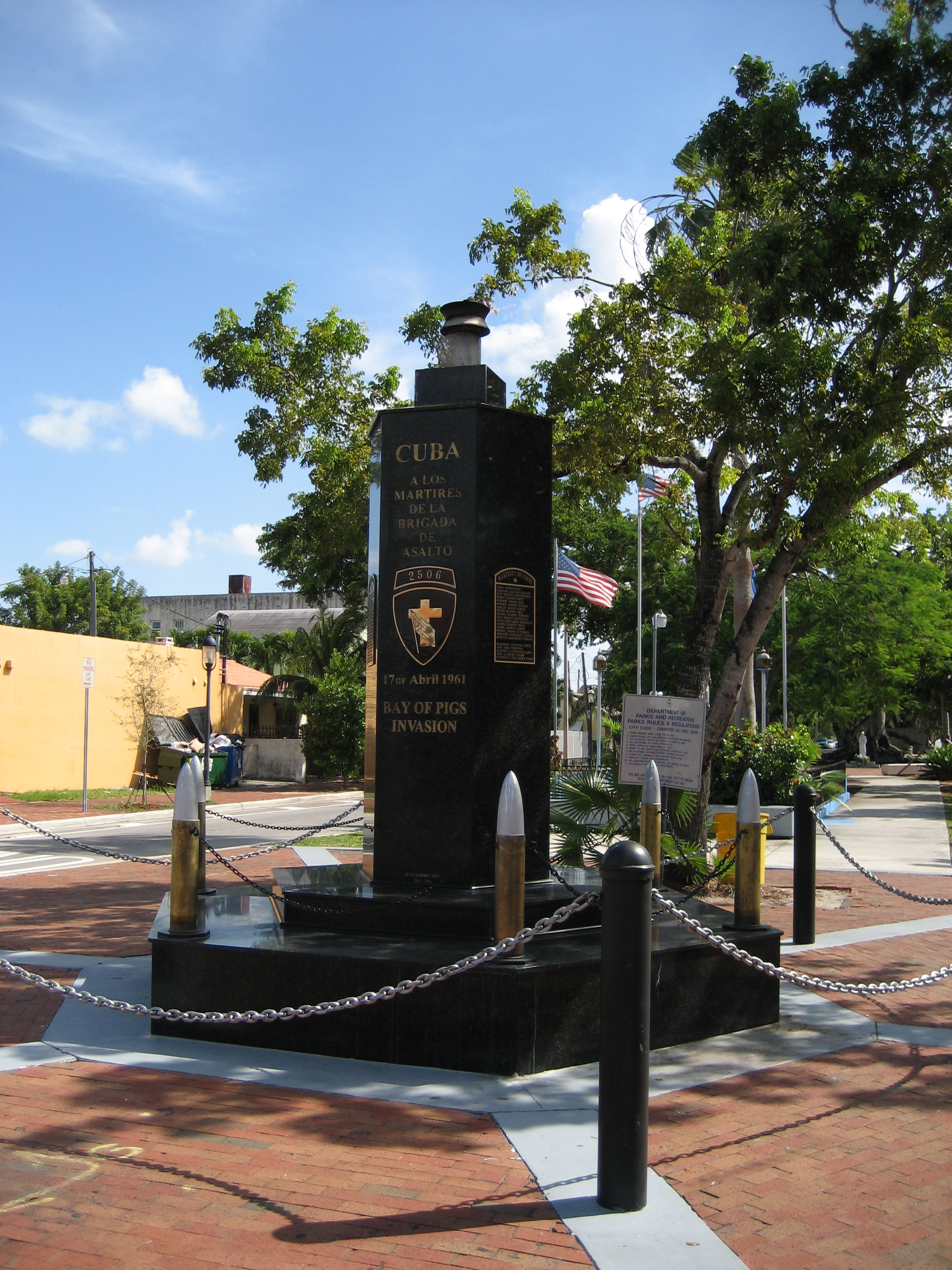
Monumento em homenagem aos mortos da Baía dos Porcos na Pequena Havana, Miami.

O anticastrismo é uma corrente ideológica derivada do anticomunismo e que se opõe ao governo do Fidel Castro em Cuba. Como este regime é denominado pejorativamente de castrismo, seus opositores são denominados "anticastristas" (termo derivado do sobrenome "Castro").

## Principais acusações do anticastrismo
- Os anticastristas, citam que Castro nunca foi eleito através de eleições diretas, não permitiu a criação de partidos de oposição, nem liberdade de imprensa – Cuba é considerado um dos países com menor liberdade de imprensa do mundo  – durante o período em que esteve como líder do regime ditatorial cubano,[1][2] e que seu governo foi e continua sendo amplamente criticado pela comunidade internacional por violações aos direitos humanos.[3]

- Cuba possuía o mais alto nível de educação da América Latina em 1958, antes do regime de Fidel Castro, bem como indicadores sociais comparáveis aos de Argentina e Uruguai. Depois da Revolução Cubana, o país teria passado a depender da ajuda econômica da União Soviética, e, com o colapso desta,[4]do dinheiro enviado pelos cubanos no exílio para seus familiares na ilha.

- Castro teria traído boa parte da população cubana que o apoiou na derrubada de Fulgêncio Batista em 1959. Ele só teria se declarado comunista após tomar o poder.[5][6][7]

- Segundo os anticastristas, apesar da rígida restrição a emigração, mais de 20% da população da ilha já teria fugido para outros países, particularmente rumo aos Estados Unidos da América.[carece de fontes?]

## O anticastrismo armado
Em 17 de abril de 1961, naquela que seria sua a(c)ção mais espetacular, os anticastristas, com apoio do governo estadunidense, lançaram um ataque através dos pântanos da Praia Girón (mais conhecida como Baía dos Porcos), em Cuba. Todavia, mesmo contando com apoio aéreo de aviões norte-americanos (camuflados como se fossem aeronaves cubanas), em apenas três dias os 1.400 homens que participaram da operação foram completamente derrotados. Anos depois, o governo estadunidense reconheceu que o plano estava fadado ao fracasso desde o início, não somente por ter sido mal executado ou pela falta de um apoio efetivo da Força Aérea, mas porque os cubanos uniram-se para rechaçar a invasão, bem como não obtiveram o apoio da Organização das Nações Unidas (ONU), solicitado pelo presidente estadunidense na época.*
Lois Posada Carriles foi treinado pela CIA em sabotagem e explosivos nos anos 1960. Juntamente com Orlando Bosch foi acusado por uma corte militar venezuelana, de participação na explosão de um avião comercial da estatal Cubana de Aviación que sobrevoava Barbados em 1976, que matou os 73 passageiros .Foi condenado por participar com Gaspar Jiménez, Pedro Remón e Guillermo Novo Sampol numa conspiração para assassinar Fidel Castro durante um encontro internacional no Panamá.
Em 1997, os anticastristas, lançaram um ataque numa onda de atentados contra hotéis em Havana, que deixou um morto e vários feridos. Quando foram preso, os autores das explosões (todos os centro-americanos que entraram Cuba como turistas) confessaram ter agido por dinheiro e por Posada Carriles. Semanas mais tarde, o próprio Posada Carriles reconheceu publicamente, em entrevista à uma emissora de televisão em Miami, sendo o organizador dos atentados em Havana.

### Organizações anticastristas
- (em castelhano)-La Fundación Nacional Cubano Americana

### Diversos
- (em castelhano)-Castrismo vs. Anticastrismo por Jesus Hernandez Cuellar em Contacto Magazine. Acessado em 21 de junho de 2007.
- (em português)-Para castristas, 20 de maio marca a independência 'made in USA'[ligação inativa], O Estado de S. Paulo em MRE Brasil. Acessado em 21 de junho de 2007.